# 王室教師海涅
《王室教師海涅》是繪畫的日本漫畫作品，以教育王子的專屬家庭教師故事。漫畫在《月刊GFantasy》2013年12月號開始連載。電視動畫於2017年4月在日本的東京電視網播出。

## 故事簡介
「王室教師」——教育王子的專屬家庭教師，是只有從全國嚴選出的最優秀教師才會被授予的職位。
被古蘭茲來赫王國招為王室教師的海涅·維特根斯坦因。他被命令培育出次任國王候補，但在王宮中出現在海涅面前的，是每一個都超有個性的四位王子！而且是四兄弟！他們讓所有的前任王室教師都應付不了而逃跑了，向這四位王子發起挑戰的海涅所使用的教育方法是……？發生在皇宮內的超級喜劇正一個個發生。

## 登場角色

### 主要角色
海涅·維特根施泰因（聲：植田圭輔）
生日為4月13日，年齡、身高、體重均不詳（因為當事人拒絕透露相關資訊）。接受了國王的敕令而開始以王室教師身份負責四王子教育的人物。外表可愛嬌小常被誤認為是小孩（但也因此得過好處），偶爾還會被誤認為是王子們的弟弟。其實眼鏡並沒有度數，只是為了看起來像老師才戴的。喜歡小狗和甜食（尤其是可露麗）。似乎沒有兄弟。
最大的弱點是繪畫（但他畫的畫公主卻很喜歡）、整理房間（能夠在兩天內把乾淨的房間弄得非常亂）和蟲（尤其蟑螂）。
動畫11話（原創劇情）透露曾因被認為誘拐王子（即現任國王維克多）和殺人未遂的罪名入獄，后因王子解释当时情况而获得出獄，出獄後便在教會教書，而他原本是個完全不識字的人。
在談感情上比較遲鈍，是古蘭茲來赫王國第一公主的初戀。
凱·馮·古蘭茲來赫（聲：安里勇哉）
17歲，生日為2月10日，185cm，64公斤。古蘭茲來赫王國第二王子，與看似難以接近的外表不同是一位很喜歡軟軟東西的人（特別是海涅老師的手），但由於天生目光銳利而被誤認為是在瞪別人，又因為不太會說話所以並沒有對人解釋過。本質上是一位溫柔的人，但會為了保護人而揮拳。力氣很大，也因此被誤認成可疑人物。曾試過微笑，但結果不理想。
在老師和其他人的幫助下回到了軍校並交到了朋友，是四位王子中最先有朋友的一位。是個覺得說話很累、換衣服很累、甚至連呼吸也很累之類的天然呆。和貝阿朵利克斯小姐有著婚約關係。實力測試87分。
布魯諾·馮·古蘭茲來赫（聲：安達勇人）
16歲，生日為3月31日，180cm，60公斤。古蘭茲來赫王國第三王子，外貌似乎是像母親，是擁有知性的王子。有很嚴重的潔癖，對任何細節都斤斤計較。發表了數篇論文，年紀輕輕的就成為了社會學以及哲學專家，又因為以前的王室教師都比不過他，因此非常自傲，但在與海涅競賽了多次以後完敗，對海涅佩服得五體投地，對海涅老師的稱呼寫作老師讀作師傅，會因海涅稱讚而欣喜不已，也會忌妒和海涅感情好的人。最大的弱點是常常寫錯字。實力測試100分。雖然看似很聰明，但其實主要是他付出比別人更多的努力所致，也因此對於具備天賦才能的人難免會有忌妒心。
漫畫50話因里希特決意離開王宮，放棄王位繼承權，而大受打擊，並其後因老師允許里希特離開王宮的決定而向老師也提出離開王宮的看法。漫畫51話便前往奧洛斯國留學，在短暫留學中及回國後也交到一位很好的學友。
萊恩哈特·馮·古蘭茲來赫（聲：廣瀨大介）
15歲，生日為4月25日，175cm，55公斤。古蘭茲來赫王國第四王子，美麗的外貌被喻為『古蘭茲來赫的白百合』（本人不了解這稱號）。本人相當高傲，但也了解自己的不足之處。萊恩小時候受到第一位老師的特別關照，而極為討厭學習；因此對於萊恩哈特來說教師都是敵人。
因為討厭學習，每當上課都選擇(騎馬)逃課，後來在海涅細心的觀察、耐心的開導及漸進式的教導下察覺到學習的喜悅。是個運動能力不錯的人（尤其是劍術），在運動中把討厭的事都忘掉，是個很嚴重的體力笨蛋。喜歡吃蛋糕等甜食（尤其薩赫蛋糕），討厭吃胡蘿蔔和青椒。有嚴重的戀兄戀妹情結（針對布魯諾和阿黛爾）。
總會有一些異想天開的想法，在某些事情上出乎意料之外的合理，曾幾次一語點醒眾人(漫畫第64話&動畫第12集)或不經意的提出很不錯的提議(漫畫第22話&動畫第7集)，還會寫非常負面的反省日記，品味也十分奇怪。實力測試1分，補考59+1分(有寫名字的努力分)。
在漫畫第61話中，由於馮瑟奴王國的王妃及第一王子(7歲)來訪，在海涅的鼓勵下，開始和語言不通的第一王子(庫洛德)交流，和第一王子成為朋友，並打算發奮圖強學習外語；在得知第一王子是自己妹妹的婚約者後，妹控屬性發作，進而更努力學習馮瑟奴語。在第62話中已經能用馮瑟奴語進行日常會話了。
里希特·馮·古蘭茲來赫（聲：蒼井翔太）
14歲，生日為5月20日，179cm，57公斤。古蘭茲來赫王國第五王子，開朗的性格與甜美的外表使他與許多外國王侯有深交。因為小時候父親沒來探病，所以認為自己是『不成材的五男』，有時會靠著胡鬧來隱藏真心話。是一位極度受到女性歡迎的王子，在國內女性中有很高的支持率。經常在街頭微服私訪（事實上是去和女性玩樂），但因為總是由女性帶路所以對交通一無所知。對於不喜歡的事情會覺得很麻煩。雖然平時很隨便，但其實很聰明，最拿手數學。在米特梅耶咖啡廳以『里察特』的身份偷偷工作，國王得知後被他說服，並允許他繼續工作。實力測試60分。
漫畫50話因受到咖啡館老闆的說話啟發而選擇提出離開王宮，並得到伯爵及老師的幫助，成功說服父王允許他放棄王位繼承權到外發展。在工作上有很好的老闆及夥伴，與老板是關係匪淺的朋友。

### 其他角色
阿黛爾·馮·古蘭茲來赫（聲：松井明知）
3歲，生日為8月19日，110cm，18公斤。古蘭茲來赫王國最小的公主，五位王子的妹妹。最好的朋友是王室的狗夏都（砂糖）。初戀是海涅，但已有父母安排的結婚對象。漫畫第15話因某些原因而喜歡上海涅，並渴望長大後能與其結婚。討厭的東西是鬼。
維克多·馮·古蘭茲來赫（聲：森川智之）
年齡約40歲左右，生日為12月25日，186cm，63公斤。古蘭茲來赫王國的國王，時常很情緒化（尤其是對王子們），不過在國王身份時，就算對自己的兒子們也是非常嚴厲，會毫不猶豫的指出王子們需要的改進之處。其實喜歡菸和葡萄酒。似乎在很久以前就認識海涅老師。因為有著世間罕見的軍事才能，上任不久後就將軍隊帶領成西大陸最強的軍隊，以此功績，便獲得「軍神王」的稱號。
動畫11話（原創劇情）透露過去身為王子時曾多次溜出王宮，因此結識當時作為貧民窟孤兒領導者的海涅，更因此結下友誼。但在某一次被人發現離開皇宮，導致海涅被以誘拐王子和殺人未遂的罪名入獄，后因其出面解释而讓海涅獲得赦免，之後兩人依然互有往來。
路特維希.施泰纳（聲：浪川大輔）
24歲，生日為8月7日，184cm，75公斤。王宮的侍衛。馬克斯米利安的前輩。是個認真又熱血過頭的人。最喜歡訓練和工作。很尊敬國王。
漫畫51話時，陪同布魯諾王子前往奧洛斯留學。
馬克斯米利安.羅森貝爾克（聲：立花慎之介）
22歲，生日為9月20日，180cm，69公斤。王宮的侍衛。羅森貝爾克伯爵的表弟。是個個性很悠哉的人，但本人宣稱『其實我很優秀的』。因出身名門貴族，從小接受英才教育，所以劍術實力相當高。十分尊敬自己的父親。
漫畫50話時，和里希特王子一同搬進了城裡居住。
瑪莉亞·馮·古蘭茲來赫（聲：杉山佳壽子）
年齡不詳，生日為2月14日，165cm，體重不詳。王太妃，王子和公主的祖母，維克多的母親。很溺愛王子們，從來都不認為問題出在王子們身上。是一位舉止高雅的貴婦人。
艾因斯·馮·古蘭茲來赫（聲：小野大輔）
23歲，生日為１月１日，191cm，78公斤。古蘭茲來赫王國的第一王子。有著蒼老的五官，但相當俊秀。被眾人喻為天才，十歲就在學習十七歲的課程。是最有可能成為下一任國王的人選。對於躲避父王的熱情十分熟練。因為已成年，所以有自己的皇宮。
恩斯特·羅森貝爾克（聲：江口拓也）
身份是伯爵，馬克斯米利安的表哥，艾因斯王子的侍從長。為了妨礙王子們的成長而不擇手段，也試著找出海涅老師的黑暗過去並將其趕出皇宮。
貝阿朵利克斯·馮·洛林
凱的未婚妻。本人表示因為找不到適合自己的裙子，所以時常穿男裝。第一次和海涅老師見面時，把對方誤認成小孩子，後來因為海涅老師把她看成男性所以扯平。被老師喻為最有男子氣概的人。
拉爾夫·馮·福克斯（聲：奧山敬人）
曾經是布魯諾王子的同學，因暴力事件（霸凌布魯諾王子）而遭到退學，凱王子也因動手而遭到停學。遭到退學後被家裡的人瞧不起，所以家人全都搬出去了，只留下他一個人。
艾爾瑪·馮·皮斯瑪律科
凱王子的第一位朋友。
咖啡店老闆（聲：小西克幸）
咖啡館米特梅耶的老闆。曾經對里希特王子說：「能夠活在有限的人生裡做自己喜歡的工作，這是件多麼幸福的事啊。」使里希特王子受到影響而想離開王宮到城裡生活。曾被里希特王子反應：「老大不小了還沒老婆，一個人在孤獨之中只能做些小事，好可憐。」
夏都
王宮的狗，是公主阿黛爾的朋友。海涅老師帶牠散步時，會把老師拖在後面。
伊凡·亞歷山大維奇·羅馬諾（聲：橋本祥平）
13歲，羅馬諾國的第一王子。因因自幼十分可愛，於是與弟弟尤金被身邊人稱為『羅馬諾的天使』。
被海涅稱為『彈簧刀型』的王子。
尤金·亞歷山大維奇·羅馬諾（聲：阪本獎悟）
13歲，羅馬諾國的第二王子。因因自幼十分可愛，於是與哥哥伊凡被身邊人稱為『羅馬諾的天使』。
被海涅稱為『消極思考的黑暗面』的王子。

## 出版書籍
| 卷數 | 史克威爾艾尼克斯 | 史克威爾艾尼克斯       | 東立出版社     | 東立出版社                         |
| 卷數 | 發售日期         | ISBN                   | 發售日期       | EAN / ISBN                         |
| ---- | ---------------- | ---------------------- | -------------- | ---------------------------------- |
| 1    | 2014年6月27日    | ISBN 978-4-7575-4345-4 | 2017年3月10日  | EAN 471-094-555133-3（首刷附錄版） |
| 2    | 2014年8月27日    | ISBN 978-4-7575-4404-8 | 2017年4月17日  | ISBN 978-986-482-750-3             |
| 3    | 2015年2月27日    | ISBN 978-4-7575-4575-5 | 2017年9月7日   | ISBN 978-986-482-751-0             |
| 4    | 2015年7月27日    | ISBN 978-4-7575-4703-2 | 2017年12月11日 | ISBN 978-986-482-752-7             |
| 5    | 2015年11月21日   | ISBN 978-4-7575-4817-6 | 2018年10月11日 | ISBN 978-986-482-753-4             |
| 6    | 2016年4月27日    | ISBN 978-4-7575-4968-5 | 2019年2月22日  | ISBN 978-986-482-754-1             |
| 7    | 2016年10月27日   | ISBN 978-4-7575-5142-8 | 2019年3月15日  | ISBN 978-986-482-755-8             |
| 8    | 2017年3月27日    | ISBN 978-4-7575-5300-2 | 2019年5月13日  | ISBN 978-986-486-247-4             |
| 9    | 2017年7月27日    | ISBN 978-4-7575-5425-2 |                |                                    |
| 10   | 2018年1月27日    | ISBN 978-4-7575-5608-9 |                |                                    |
| 11   | 2018年7月27日    | ISBN 978-4-7575-5796-3 |                |                                    |
| 12   | 2019年1月26日    | ISBN 978-4-7575-5991-2 |                |                                    |
| 13   | 2019年7月26日    | ISBN 978-4-7575-6218-9 |                |                                    |
| 14   | 2020年1月27日    | ISBN 978-4-7575-6484-8 |                |                                    |
| 15   | 2020年7月27日    | ISBN 978-4-7575-6772-6 |                |                                    |
| 16   | 2021年1月27日    | ISBN 978-4-7575-7054-2 |                |                                    |
| 17   | 2021年8月27日    | ISBN 978-4-7575-7438-0 |                |                                    |

公式角色書
| 卷數 | 史克威爾艾尼克斯 | 史克威爾艾尼克斯       | 東立出版社   | 東立出版社             |
| 卷數 | 發售日期         | ISBN                   | 發售日期     | ISBN                   |
| ---- | ---------------- | ---------------------- | ------------ | ---------------------- |
| 全   | 2017年3月27日    | ISBN 978-4-7575-5301-9 | 2018年2月2日 | ISBN 978-957-26-0372-7 |

## 電視動畫
電視動畫於2017年4月4日在日本的東京電視網播出。 

### 主題曲
片頭曲
主唱：阪本獎悟，填詞：阪本獎悟、福山雅治，作曲：阪本獎悟・NAOKI-T，編曲：NAOKI-T
片尾曲
填詞：藤林聖子，作曲、編曲：黑須克彥，主唱：P4 with T

### 各話列表
| 話數   | 日文標題 | 中文標題           | 劇本       | 分鏡              | 演出     | 作畫監督 | 總作畫監督                            |
| ------ | -------- | ------------------ | ---------- | ----------------- | -------- | --- | ------------------------------------- |
| 第1話  |          | 王室教師來了       | 上野貴美子 | 菊池勝也          | 伊藤史夫 | 中熊太一、高橋瑞紀 | 中山初繪 森本由布希                   |
| 第2話  |          | 王子面談           | 上野貴美子 | 柳瀨雄之          | 柳瀨雄之 | 實藤春香 | 飯塚正則                              |
| 第3話  |          | 不認可也無所謂     | 相内美生   | 長山延好          | 長山延好 | 服部憲知、櫻井木之實 J-CUBE ANIMATION Lee sang jin 飯塚政則（馬作監）                                                                                   | 奥山鈴奈 只野和子                     |
| 第4話  |          | 王子上街           | 相内美生   | 秋山宏            | 秋山宏   | 森本由布希 | 奥山鈴奈 森本由布希                   |
| 第5話  |          | 最大的試煉，襲來   | 上野貴美子 | 鈴木勇士          | 鈴木勇士 | 宮地聰子、柳瀨雄之 藤田麻里子、小暮昌廣 江森真理子、永川桃子 菊池洋子、加瀨幸治                                                                         | 中山初繪                              |
| 第6話  |          | 在米特邁爾咖啡廳   | 上野貴美子 | 佐佐木勅嘉        | 鈴木理沙 | 小柏奈弓、櫻井拓郎 白川茉莉、中熊太一 高橋瑞紀、正木優太 森本由布希                                                                                     | 飯塚正則                              |
| 第7話  |          | 夢的所在           | 相内美生   | 牧野友映          | 牧野友映 | 大野勉、關根千奈未 | 森本由布希                            |
| 第8話  |          | 怯懦的心           | 相内美生   | 柳瀨雄之          | 横内一樹 | 賓藤晴香、野口和夫 柳瀨雄之 | 奧山鈴奈 中山初繪                     |
| 第9話  |          | 過去的代價         | 相内美生   | 柳瀨雄之 高橋優也 | 坂本直柔 | 服部憲知、雨宮達夫 櫻井木之實 J-CUBE ANIMATION Lee Sang jin                                                                                             | 奧山鈴奈 飯塚正則 中山初繪            |
| 第10話 |          | 我們所不知道的老師 | 相内美生   | 永居慎平          | 永居慎平 | NAMU動畫 | 奧山鈴奈 森本由布希                   |
| 第11話 |          | 兩人的約定         | 上野貴美子 | 松尾慎            | 鈴木理沙 | 櫻井拓郎、白川茉莉 小暮昌廣、江森真理子 林明日香、中熊太一 小柏奈弓、鈴木理沙                                                                           | 奧山鈴奈 只野和子                     |
| 第12話 |          | 最後一課           | 上野貴美子 | 菊池勝也          | 藤原一將 | 中熊太一、賓藤晴香 柳瀨雄之、渡邊健一 内藤嘉人、林明日香 鈴木理沙、柳瀨讓二 正木優大、松下清志 鳥山冬美、山口光紀 森悦史、江森真理子 柴田裕司、宮嶋仁志 | 奧山鈴奈 森本由布希 飯塚正則 只野和子 |

### BD&DVD
| 卷數 | 發售日期       | 收錄話數       | 規格編號   | 規格編號   |
| 卷數 | 發售日期       | 收錄話數       | BD         | DVD        |
| ---- | -------------- | -------------- | ---------- | ---------- |
| 1    | 2017年6月30日  | 第1話、第2話   | EYXA-11376 | EYBA-11370 |
| 2    | 2017年7月28日  | 第3話、第4話   | EYXA-11377 | EYBA-11371 |
| 3    | 2017年8月25日  | 第5話、第6話   | EYXA-11378 | EYBA-11372 |
| 4    | 2017年9月29日  | 第7話、第8話   | EYXA-11379 | EYBA-11373 |
| 5    | 2017年10月27日 | 第9話、第10話  | EYXA-11380 | EYBA-11374 |
| 6    | 2017年11月24日 | 第11話、第12話 | EYXA-11381 | EYBA-11375 |

## 劇場版
《劇場版 王室教師海涅》於2019年2月16日上映。以電視動畫最終話後的舞台所描繪的原創故事。

### 製作人員
- 原作 - 赤井ヒガサ[2]
- 監督 - 菊池勝也[2]
- 系列構成 - 上野貴美子[2]
- 人物設計、總作畫監督 - 奥山鈴奈[2]
- 音響監督 - 鄉田穗積[2]
- 音樂 - 井内啓二[2]
- 動畫製作 - Tear-studio[2]
- 影片發行 - avex pictures[3]

### 主題曲
片尾曲「"友達 以上×敵 未満"」
歌 - P4 with T［カイ（安里勇哉）&ブルーノ（安達勇人）&レオンハルト（廣瀬大介）&リヒト（蒼井翔太） with ハイネ（植田圭輔）］

## 外部連結
- GFantasy Website｜王室教師海涅 （页面存档备份，存于）（日語）
- 電視動畫《王室教師海涅》官方網站 （页面存档备份，存于）（日語）
- 東京電視台Anitere 王室教師海涅 （页面存档备份，存于）（日語）
- 電視動畫《王室教師海涅》官方的X（前Twitter）（日語）